# Burg Goddelsheim
Die Burg Goddelsheim ist eine abgegangene Wasserburg in Goddelsheim, einem Stadtteil von Lichtenfels im nordhessischen Landkreis Waldeck-Frankenberg.

## Geschichte

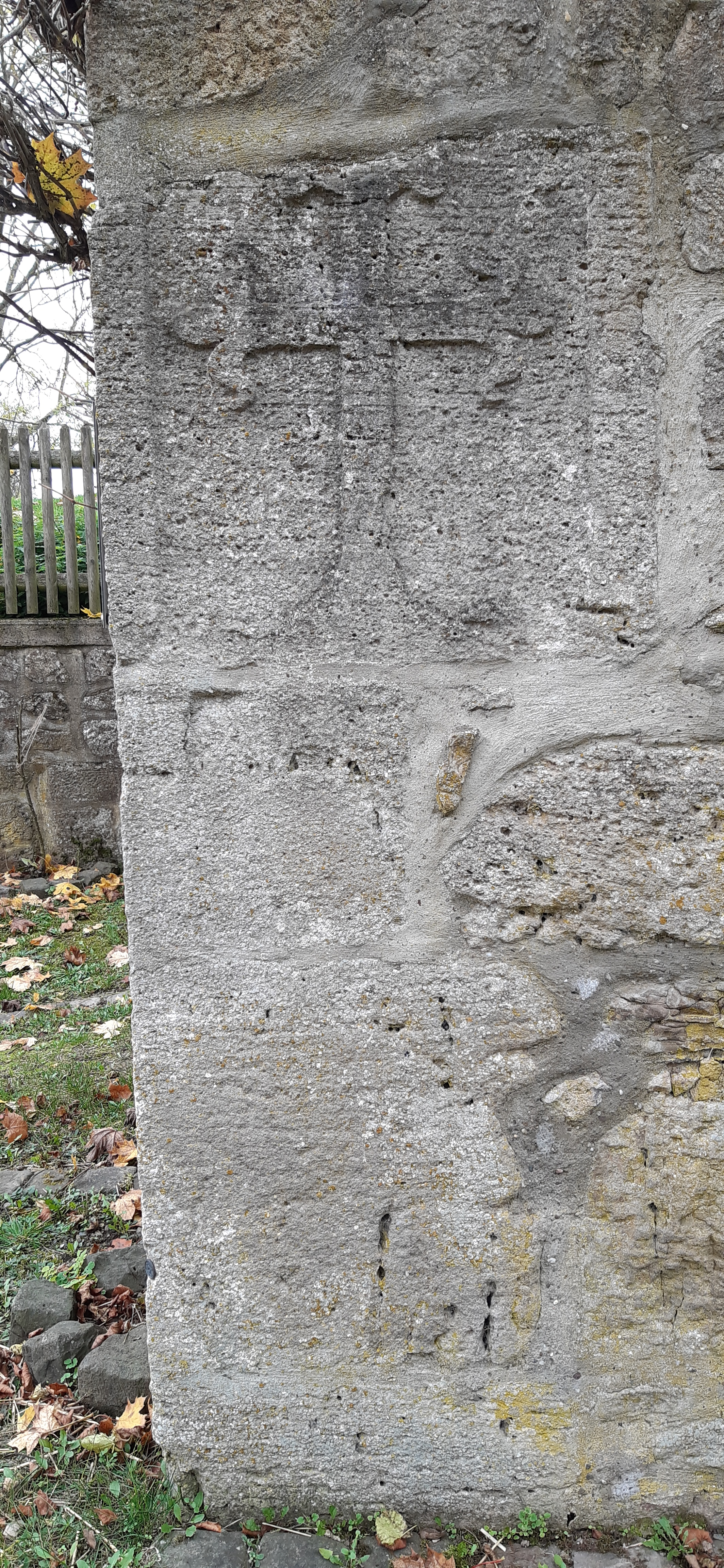
Das Kreuzzeichen an der vorderen Kellerecke

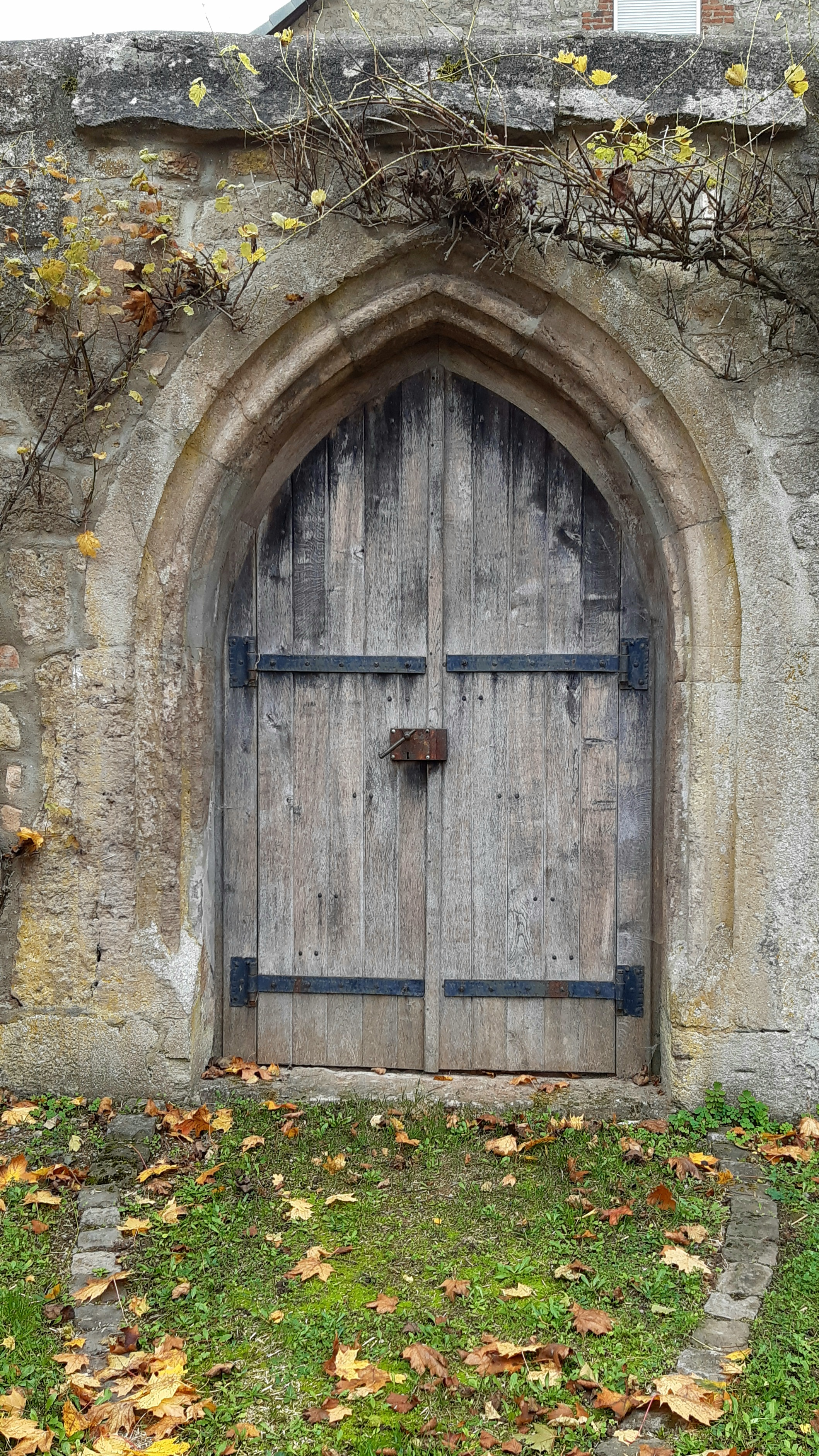
Gotische Eingangstür, das Wappen im Portal ist nicht mehr sichtbar

Das Entstehungsdatum der Burg ist nicht bekannt. Im 12. Jahrhundert hatte der Waldeckische Amtmann Heinemann von Gaugreben (auch Gogreve oder Gaugrebe) große Besitzungen in Goddelsheim, darunter auch eine Wasserburg nahe der Kirche. Im Jahr 1453 übertrug dessen Enkel Hermann den gesamten Familienbesitz an Landgraf Ludwig I. von Hessen und erhielt diesen als Mannlehen zurück. Die Wasserburg diente, ebenso wie die abgegangene Burg Eschenbeck, zum Schutz der Grafschaft Waldeck gegenüber dem Erzbistum Köln.
Im 16. Jahrhundert, nach der Reformation, teilte sich die Familie Gaugrebe in zwei, eine evangelische, die mit Ernst Moritz von Gaugrebe im Jahr 1798, und eine katholische Linie, die mit Otto-Friedrich von Gaugrebe im Jahr 1809 im Mannesstamm ausstarben. Nach 1817 wurde der gesamte Besitz dann verpachtet und später zerteilt und verkauft. Die Gebäude wurden nach und nach abgetragen und die Wassergräben verfüllt.

## Erhaltungszustand
Erhalten blieben der Torbogen und ein gewölbter Keller aus Bruchsteinen. An der südwestlichen Ecke des Zugangs des kleinen Bruchsteinkellers mit Spitzbogenportal und Tonnengewölbe befand sich an einem Eckstein auf Kopfhöhe ein gemeiseltes Kreuz in der Ecksteinquaderung; an der Längsseite eine Dreierreihe Schießscharten. Ihre Lage zeigt, dass das Bodenniveau im Mittelalter viel tiefer war.
Auf Initiative und Trägerschaft des Vereins zur Erhaltung alten Kulturgutes Goddelsheim e. V. begann man 1997, mit finanzieller Unterstützung der Stadt Lichtenfels und des Landes Hessens, mit der Sanierung des Gewölbes. Dem drohenden Verfall des Kulturdenkmals konnte damit Einhalt geboten werden. Die Baureste lassen eine Bauphase ins 14. Jahrhundert datieren.
Die Mauer an der Südseite ist mit Schießscharten ausgestattet und hat eine Stärke von etwa einem Meter. An der südöstlichen Ecke ist ein Neidkopf mit der Jahreszahl 1580 verbaut. Der Stein steht auf dem Kopf, der Grund hierfür ist nicht bekannt. Über dem gotischen Eingangstor befindet sich das Familienwappen derer von Gaugreben, einem westfälisch-waldeckischen Adelsgeschlecht, welches fast sechs Jahrhunderte in Goddelsheim Besitz hatte.

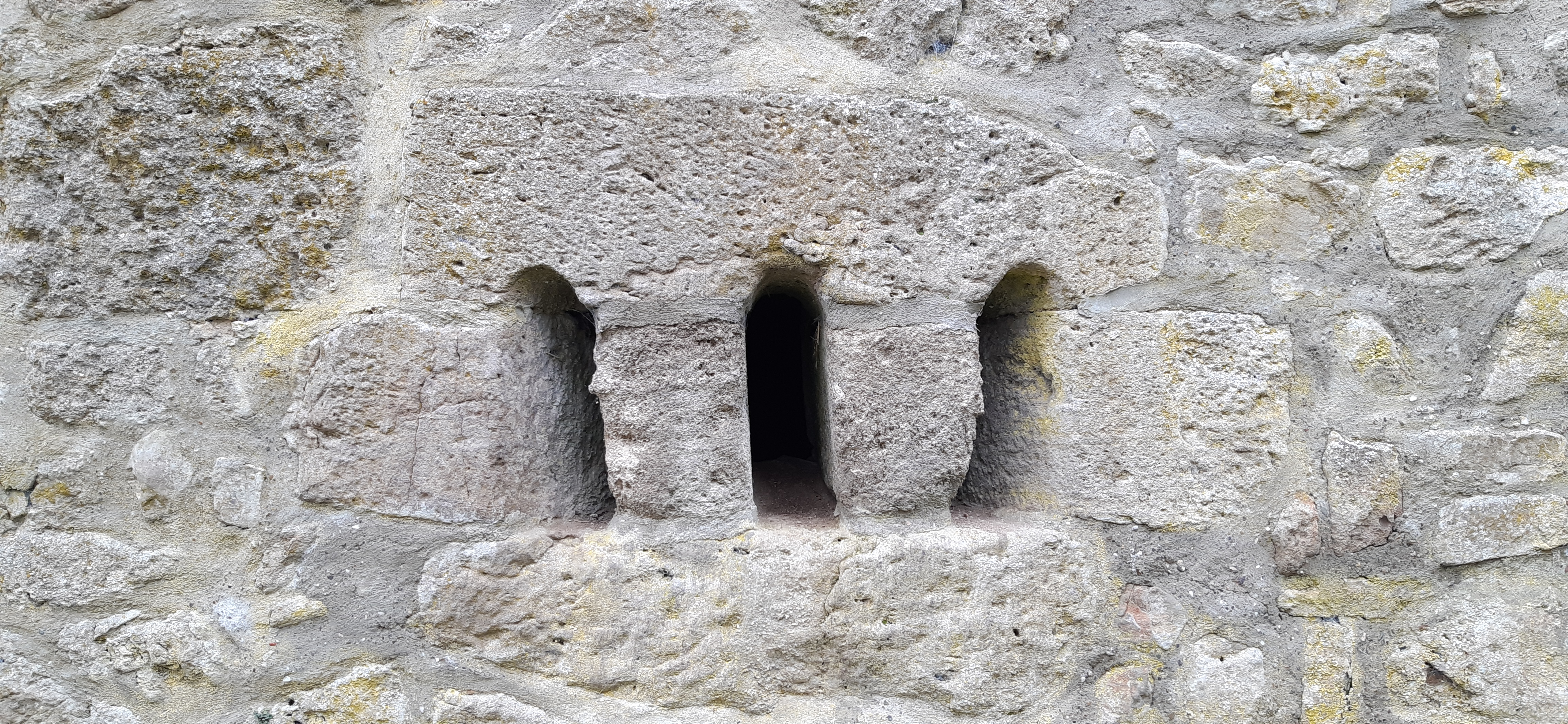
Schießscharten
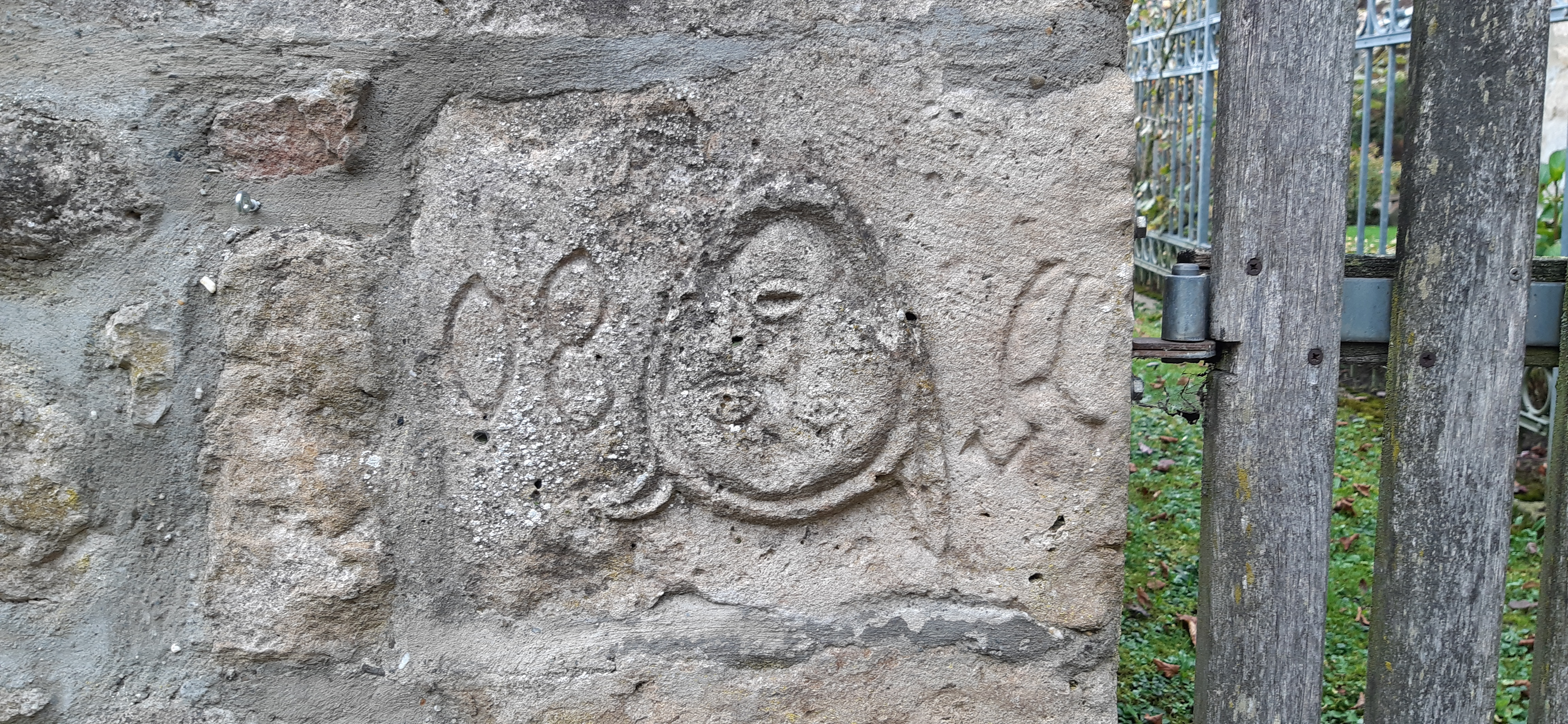
Der verkehrt herum eingesetzte Neidkopf an einem Eckteil